# Toys (soundtrack)
Toys: Music From The Original Motion Picture Soundtrack is de originele soundtrack van de film Toys uit 1992. Het album werd gelijktijdig met de film uitgebracht door Geffen Records.
Het album bevat de originele filmmuziek die werd gecomponeerd door Hans Zimmer en liedjes die voornamelijk zijn geschreven door Trevor Horn. Het nummer "Winter Reveries" is gebaseerd op een fragment uit Tsjaikovski's Symfonie nr. 1. Het nummer "The Closing of the Year (Main Theme from Toys)" van Wendy & Lisa werd ook op single uitgebracht. Het nummer "Ebudae" van Enya komt van haar album Shepherd Moons uit 1991.  De originele versie van het nummer "Welcome to the Pleasuredome" van Frankie Goes to Hollywood werd geproduceerd door Trevor Horn. Voor deze film produceerde Horn een speciale versie en is exclusief voor het soundtrackalbum. In 1993 werden Horn en Zimmer met de muziek genomineerd voor een Saturn Award voor beste muziek.

## Nummers
| Nr. | Titel                                               | Artiest(en) | Schrijver(s)                                             | Duur |
| --- | --------------------------------------------------- | --- | -------------------------------------------------------- | ---- |
| 1   | "Winter Reveries"                                   | Shirley Walker Orchestra                                                                                                 | Pyotr Ilyich Tchaikovsky & gearrangeerd door Trevor Horn | 2:03 |
| 2   | "The Closing of the Year (Main Theme)"              | The Musical Cast of Toys featuring Wendy & Lisa                                                                          | Trevor Horn & Hans Zimmer                                | 3:28 |
| 3   | "Ebudae"                                            | Enya | Enya & Roma Ryan                                         | 1:49 |
| 4   | "The Happy Worker"                                  | Tori Amos | Trevor Horn & Bruce Woolley                              | 4:19 |
| 5   | "Alsatia's Lullaby"                                 | Julia Migenes & Hans Zimmer                                                                                              | Hans Zimmer                                              | 4:16 |
| 6   | "Workers"                                           | The Musical Cast of Toys                                                                                                 | Trevor Horn & Bruce Woolley                              | 1:11 |
| 7   | "Let Joy and Innocence Prevail (Instrumental)"      | Pat Metheny | Trevor Horn & Hans Zimmer                                | 4:59 |
| 8   | "The General"                                       | Michael Gambon & Hans Zimmer                                                                                             | Hans Zimmer                                              | 2:21 |
| 9   | "The Mirror Song"                                   | Thomas Dolby with Robin Williams & Joan Cusack                                                                           | Trevor Horn & Bruce Woolley                              | 4:35 |
| 10  | "Battle Introduction"                               | Robin Williams | Hans Zimmer                                              | 2:45 |
| 11  | "Welcome to the Pleasuredome (Into Battle mix)"     | Frankie Goes to Hollywood                                                                                                | Peter Gill, Holly Johnson, Brian Nash & Mark O'Toole     | 4:59 |
| 12  | "Let Joy and Innocence Prevail"                     | Grace Jones | Trevor Horn & Hans Zimmer                                | 5:01 |
| 13  | "The Closing of the Year / Happy Workers (Reprise)" | "The Closing of the Year": The Musical Cast of Toys, Wendy & Lisa featuring Seal "Happy Workers (reprise)": Jane Siberry | Trevor Horn, Bruce Woolley & Hans Zimmer                 | 5:28 |

## Musici
Muzikanten bij dit soundtrackalbum waren onder andere ook:
- Lol Creme
- Anne Dudley
- Peter Gabriel
- Richard Greene
- Pete Haycock
- Steve Howe
- Ian Hunter
- Luís Jardim
- Jeff Rona

## Overige muziek
Muziek uit de film die niet op het album staat zijn:
- "In the Still of the Night" geschreven door Fred Parris.
- "Nessun dorma" (aria uit Turandot) geschreven door Giacomo Puccini.
- "Once in a Lifetime" geschreven door Leslie Bricusse en Anthony Newley.